# Acidente nuclear

Procedimento de Detecção em ambiente contaminado

Os acidentes nucleares envolvem dispositivos nucleares e materiais radioativos. Em alguns casos uma contaminação radioativa acontece, mas em muitos casos o acidente envolve uma fonte selada ou uma pequena libertação de radioatividade, enquanto a radiação direta é grande. Devido à confidencialidade do governo e da indústria, nem sempre é possível determinar com certeza a frequência ou a extensão de alguns eventos no início da história da indústria nuclear. Nos dias atuais, acidentes e incidentes que resultem em ferimentos, mortes ou séria contaminação ambiental tenderiam a ser melhor documentados pela Agência Internacional de Energia Atómica, organização que contudo tem sido acusada de promover a energia nuclear e minimizar os seus perigos.
Um acidente nuclear e de radiação é definido pela Agência Internacional de Energia Atómica (AIEA) como "um evento que teve consequências significativas para as pessoas, o ambiente ou a instalação". O principal exemplo de um "acidente nuclear grave" é aquele em que o núcleo de um reactor é danificado e são libertadas quantidades significativas de isótopos radioactivos, tais como no desastre de Chernobyl em 1986 e no desastre nuclear de Fukushima em 2011.
Devido à diferente natureza dos eventos, é preferível dividi-los em acidentes “nucleares” e "de radiação”. Um exemplo de acidente nuclear pode ser aquele no qual o núcleo do reator é danificado, tal como em Three Mile Island, enquanto um acidente de radiação pode ser um evento de acidente de Medicina Nuclear, onde por exemplo um trabalhador derruba a fonte de radiação (a substância radioativa: o radionucleotídeo) num rio. Estes acidentes de radiação, tais como aqueles envolvendo fontes de radiação, como os radionucleotídeos usados para a elaboração de radiofármacos, frequentemente têm tanta ou mais probabilidade de causar sérios danos aos trabalhadores e ao público quanto os bem conhecidos acidentes nucleares, possivelmente porque dispositivos de Tomografia por emissão de positrões (PET), a cintilografia e a radioterapia (braquiterapia), designadamente, estão presentes em muitos dos hospitais e o público em geral desconhece seus riscos. Foi o caso, por exemplo, do acidente radiológico de Goiânia, Brasil.
Acidentes de radiação são mais comuns que acidentes nucleares, e são frequentemente de escala limitada. Por exemplo, no Centro de Pesquisa Nuclear de Soreq, um trabalhador sofreu uma dose que era similar à mais alta dose sofrida por um trabalhador no local do acidente nuclear de Chernobil no primeiro dia. Porém, devido ao fato de que a fonte gama não era capaz de passar o invólucro de concreto de dois metros de espessura, ela não foi capaz de ferir muitos outros.
A significância de acidentes nucleares pode ser avaliada usando a Escala de Eventos Nucleares da Agência Internacional de Energia Atómica.
A Comissão Nuclear Reguladora dos Estados Unidos registra relatórios de incidentes em instalações regulamentadas. Esta agência usavam em 2006 uma taxonomia de quatro níveis para classificar os incidentes reportados:
- notificação de evento não-usual;
- alerta;
- emergência na área da instalação;
- emergência geral.

Nem todos os eventos relatados constituem acidentes. Incidentes que ameacem a operação normal ou a segurança da instalação podem ser relatados, mas não resultam na liberação de radiatividade.
O Departamento de Energia dos Estados Unidos usa uma classificação similar para eventos ocorridos no ciclo de combustível e instalações de propriedade do governo que são monitoradas, portanto, pelo Departamento de Energia em vez da Comissão Nuclear Reguladora.

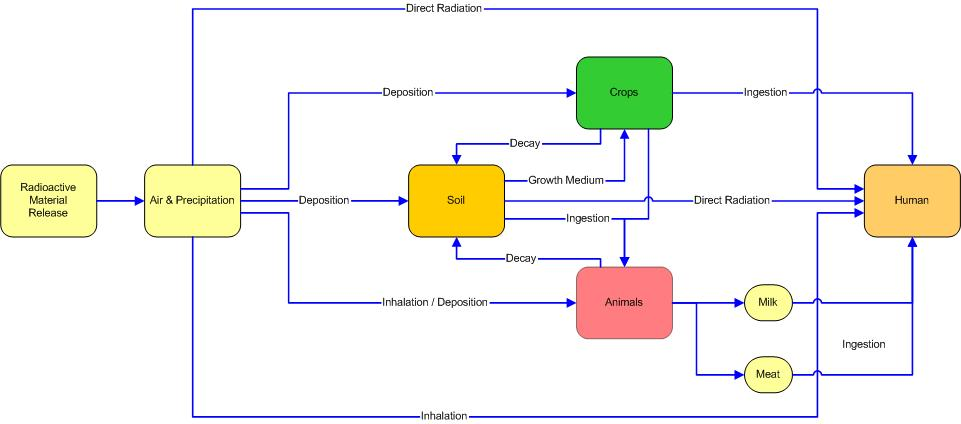
Vias de contaminação radiativa aérea para o ser humano

## Tipos de acidente
A Escala Internacional Nuclear e Radiológica de Evento usa um esquema de classificação de sete níveis para avaliar o significado de eventos nucleares e radiológicos: Níveis 1-3 são "incidentes", e 4-7 são "acidentes". Existem vários tipos de eventos constituídos Acidente Nuclear.

### Acidente de perda do resfriamento

O aviso suplementar sobre radiação ionizante lançado em 2007 pela Agência Internacional de Energia Atómica e a Agência Internacional de Normas.

Ver também
Derretimento nuclear

### Acidentes críticos
O acidente em Chernobil é um exemplo de acidente crítico e de escape de energia em reatores nucleares. No acidente de menor escala em Sarov, um homem trabalhando com urânio altamente enriquecido sofreu irradiação quando tentava realizar uma experiência com uma esfera de material físsil. O acidente de Sarov é interessante porque o sistema permaneceu em estado crítico durante muitos dias até que pudesse ser detido. Este é um exemplo de um acidente de âmbito limitado em que poucas pessoas podem sofrer ferimentos, já que não se produz escape de radioatividade. Um exemplo bem conhecido deste tipo de acidente ocorreu no Japão em 1999. .

### Deterioração térmica
São os produzidos por operação fora dos limites de temperatura de funcionamento de um reator. Por exemplo, em Three Mile Island, o vazamento do líquido de refrigeração uma vez interrompida a reação nuclear, em um reator de água pressurizada, produziu um acréscimo de temperatura por falta de água para resfriá-lo. Como resultado o combustível nuclear sofreu danos e a estrutura interna do reator fundiu-se.

### Transporte
Acidentes de transporte podem causar uma liberação de radioatividade resultando na contaminação ou danos na blindagem causando irradiação direta. Em Cochabamba um aparelho de radiografia com raios gama com defeito foi transportado num ônibus de passageiros como carga. A fonte gama estava fora da blindagem, e irradiou alguns passageiros.
No Reino Unido, foi revelado em um recente caso judicial que uma fonte de radioterapia foi transportada de Leeds a Sellafield em blindagem com defeito. A blindagem tinha uma abertura na parte inferior. Considerou-se que nenhum ser humano foi seriamente ferido pela radiação que escapou.

### Falha do equipamento
Falha no equipamento é um tipo de acidente possível. Recentemente em Białystok, na Polônia, os dispositivos eletrônicos associados a um acelerador de partículas, usado para o tratamento de câncer, tiveram um mau funcionamento. Isto levou pelo menos um paciente a sofrer sobre-exposição. Embora a falha inicial fosse simples - (um diodo semicondutor) -, ela desencadeou uma série de eventos que levaram a ferimentos por radiação.
Outra causa relatada de acidentes é a falha do software de controle, como nos casos envolvendo o equipamento de radioterapia Therac-25: a eliminação do intertravamento de segurança por hardware em um novo modelo expôs um defeito não detectado previamente no software de controle, o qual poderia levar os pacientes a receber doses excessivas de radiação sob condições de ajuste específicas.

### Erro humano
O erro humano foi responsável por muitos acidentes. Por exemplo, uma pessoa que calcula erradamente a atividade da fonte de teleterapia. Isto levaria o paciente a receber a dose errada de raios gama. No caso de acidentes de radioterapia, uma sub-exposição é um acidente tanto quanto uma sobre-exposição, já que os pacientes não receberiam os benefícios do tratamento prescrito. Também os seres humanos cometem erros, enquanto operam equipamentos e instalações, que têm resultado em overdoses de radiação, tal como nos acidentes de Nevvizh e Soreq.
Em 1946, o físico canadense Louis Slotin, do Projeto Manhattan, realizou um experimento de risco conhecido como “cutucando o rabo do dragão” que envolvia dois hemisférios de berílio reflector de nêutrons, mantidos juntos em torno de um núcleo de plutônio levando à sua criticalidade. Os hemisférios foram distanciados por uma chave de fendas, que escorregou e levou a uma reação em cadeia, enchendo a sala com radiação danosa e um flash de luz azul (devido à ionização do ar). Slotin, por reflexo, separou os hemisférios em reação ao flash de luz azul, evitando radiação adicional aos demais trabalhadores presentes na sala. Porém Slotin absorveu uma dose letal de radiação e morreu na semana seguinte.

### Perda de fonte
Acidentes por perda de fonte são aqueles em que uma fonte radioativa é perdida, roubada ou abandonada. A fonte pode então causar danos a seres humanos ou ao ambiente. Por exemplo, ver o evento em Lilo onde fontes foram abandonadas pelo exército soviético. Outro caso ocorreu em Yanango, onde uma fonte de radiografia foi perdida. Também em Samut Prakarn uma fonte de teleterapia de cobalto foi perdida e em Gilan, no Irã, uma fonte de radiografia feriu um soldador. Porém o melhor exemplo deste tipo de evento é o acidente de Goiânia que ocorreu no Brasil.

### Outros
Alguns acidentes desafiam classificações. Estes acidentes acontecem quando o inesperado acontece com uma fonte radiativa. Por exemplo, se um pássaro pega uma fonte radiativa contendo rádio de uma janela e voa longe com ela, retornando ao seu ninho e então o pássaro morre brevemente de irradiação direta e este seria o caso de uma pequeno acidente com radiação. Se o ato de colocar a fonte na janela por um humano foi o evento que permitiu à ave o acesso à fonte, não é claro como tal acidente deveria ser classificado (se como uma perda de fonte ou alguma coisa mais).

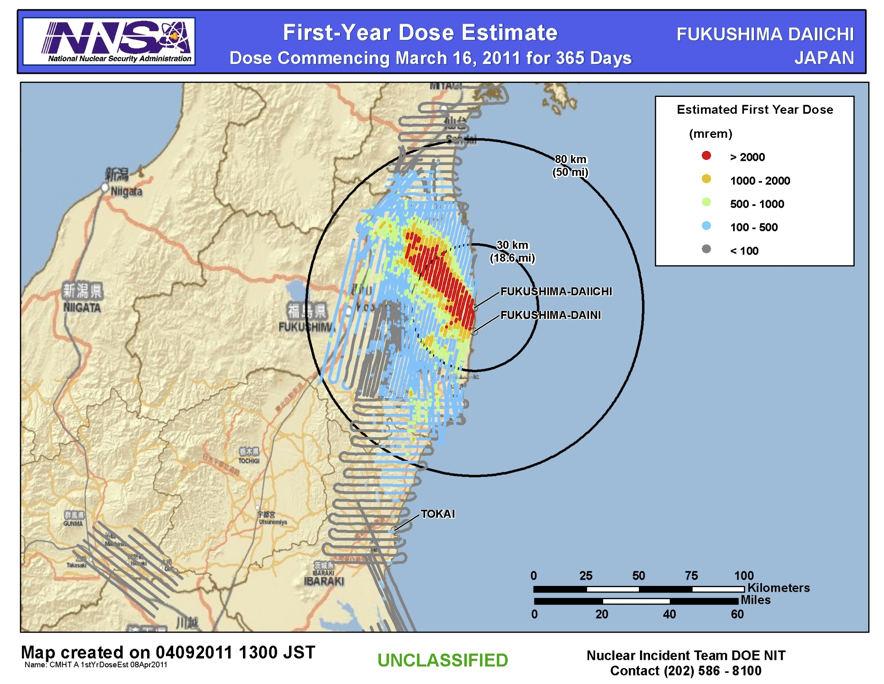
Estimativa da radiação em um ano em Fukushima, Japão.

## Acidentes em usinas nucleares
Um dos piores acidentes nucleares até à data foi o acidente nuclear de Chernobil que ocorreu em 1986, na Ucrânia. O acidente matou 30 pessoas diretamente, bem como danos de aproximadamente US$ 7 bilhões em bens. Um estudo publicado em 2005, estima que haverá eventualmente até 4 000 mortes por câncer de adicionais relacionados com o acidente entre aqueles expostos a níveis de radiação significativos.
Precipitação radioativa do acidente estava concentrada em áreas da Bielorrússia, Ucrânia e Rússia. Cerca de 350 000 pessoas foram forçadas reassentadas longe destas áreas logo após o acidente.
Benjamin K. Sovacool informou que todo o mundo tem havido 99 acidentes em centrais nucleares 1952-2009 (definidos como incidentes que quer resultou na perda de vidas humanas ou mais de EUA $ 50 000 dos danos materiais, o montante que o governo federal dos EUA usa para definir grande energia acidentes que devem ser relatados), totalizando EUA 20 500 milhões dólares em danos materiais. Cinquenta e sete acidentes têm ocorrido desde o desastre de Chernobil, e quase dois terços (56 de 99) de todos os acidentes nucleares relacionadas com a ter ocorrido nos EUA. 
| Data                    | Local do acidente                                                                                         | Descrição do acidente ou incidente | Morte                                       | Custo ($US milhões 2006 ) | INES Nível    |
| ----------------------- | --- | --- | ------------------------------------------- | ------------------------- | ------------- |
| 12 de dezembro de 1952  | Chalk River, Condado de Renfrew, Canadá 46° 3' 0.87" N 77° 21' 39.61" O                                   | Primeiro reator fora do EUA e primeiro acidente nuclear, os Laboratórios Nucleares de Chalk River, um reator de investigação movido a urânio, água pesada e resfriado a água, NRX, sofreu um acidente semelhante ao acidente de Chernobil, só que em menor escala, ocasionado pela falha no desligamento do reator causando a fissão parcial do núcleo, explosão do vapor, destruição da cúpula de proteção do reator e liberando o material radioativo para o meio ambiente. Uma nuvem radioativa na atmosfera e uma área para servir como destino para água radioativa do reator. A poluição radioativa mobilizou militares canadenses e americanos, entre eles um futuro presidente dos Estados Unidos, Jimmy Carter, para ajudar a limpar a área contaminada. | 0                                           |                           | [ 12 ] [ 13 ] |
| Setembro de 1957        | Mayak, Oblast de Cheliabinsk, Ex-União soviética (Atualmente Rússia) 55° 42′ 45″ N, 60° 50′ 53″ L         | Associação de Produção de Mayak, grande complexo nuclear com uma usina de reprocessamento nuclear e reatores de produção de plutônio. Há 30 anos as autoridades Soviéticas tentaram ocultar os vazamentos de materiais radioativos em vários níveis de quantidade, jogados no rio Techa, desde 1948 até 1990, sendo o seu auge em 1957, com a explosão um tanque subterrâneo de armazenamento de resíduos nucleares feito de concreto (Kyshtym). Se juntarmos toda a quantidade de material radioativo jogado no ambiente, de 1948 até 1990, ultrapassa Chernobil. | ± 1 000                                     |                           | 6             |
| 10 de outubro de 1957   | Windscale, Cumberland (Atualmente, Sellafield, Cúmbria), Grã-Bretanha 54° 25' 29.50" N 3° 30' O           | Um incêndio no projeto da bomba atômica britânico destruiu o núcleo e lançou cerca de 750 terabecquerels (20.000 Curie) de material radioativo no meio ambiente. Veja: Incêndio de Windscale | 39                                          |                           | 5             |
| 1958                    | Chalk River, Condado de Renfrew, Canadá 46° 3' 0.87" N 77° 21' 39.61" O                                   | Outro acidente em Laboratórios Nucleares de Chalk River, outro reator NRU, o problema foram as hastes de urânio que super aqueceram e quebraram no interior do reator, sendo que uma delas se quebrou e caiu no poço de manutenção da usina, contaminando o ambiente do reator, conseguência, o sistema de ventilação foi acionado e o material radioativo liberado para ambiente exterior até alguma ação de proteção contra a radiação, ter sido tomada. |                                             |                           |               |
| 3 de janeiro de 1961    | Idaho Falls, Idaho, Estados Unidos 43° 31′ 03″ N, 112° 49′ 26″ O                                          | Explosão em SL-1 protótipo na Estação Nacional de Teste de Reator. Todos os três operadores morreram quando uma haste de controle foi removido longe demais. | 3                                           | 22                        | 4             |
| 5 de outubro de 1966    | Frenchtown Charter Township, Michigan, Estados Unidos 41° 57' 46" N 83° 15' 27" O                         | Núcleo parcial colapso do Fermi 1 Reactor no Usina Nuclear de Enrico Fermi. Ausência de fugas de radiação para o meio ambiente. | 0                                           | 132                       |               |
| 21 de janeiro de 1969   | Lucens, Vaud, Suíça 46° 41' 34" N 6° 49' 39" E                                                            | Em 21 de janeiro de 1969, que sofreu um acidente de perda de líquido de arrefecimento, que conduz a um colapso parcial do núcleo e da contaminação radioactiva massiva da caverna, o qual foi então selado. | 0                                           |                           | 4             |
| 1973                    | Windscale, Cumberland (Atualmente, Sellafield, Cúmbria), Grã-Bretanha 54° 25' 29.50" N 3° 30' O           | Segunda explosão na usina de reprocessamento de material nuclear, contaminou a área interior de operação da central com material radioativo. |                                             |                           | 4             |
| 1975                    | Sosnovy Bor, Oblast de Leningrado, Ex-União Soviética (atualmente Rússia) 59° 50' 50" N 29° 02' 37" E     | Não teria sido uma fusão nuclear parcial em Usina Nuclear de Leningrado unidade do reator 1. |                                             |                           |               |
| 7 de dezembro de 1975   | Greifswald, Ex-Alemanha Oriental (atualmente Alemanha) 54° 5' N 13° 23' E                                 | Erro elétrico causa incêndio na principal cocho que destrói linhas de controle e cinco bombas de refrigeração principais | 0                                           | 443                       | 3             |
| 5 de janeiro de 1976    | Jaslovské Bohunice, Ex-Tchecoslováquia (Atualmente, Eslováquia) 48° 29' 40" N 17° 40' 55" E               | Mau funcionamento durante a substituição de combustível. Vareta de combustível foi ejetada do reator pelo gás refrigerante (CO2) para o corredor do reator. veja: KS 150 | 2                                           |                           | 4             |
| 22 de fevereiro de 1977 | Jaslovské Bohunice, Ex-Tchecoslováquia (Atualmente, Eslováquia) 48° 29' 40" N 17° 40' 55" E               | A corrosão severa do reator e liberação de radioatividade para a área da usina, causou a desativação total da Usina. veja: KS 150 | 0                                           | 1.700                     | 4             |
| 28 de março de 1979     | Three Mile Island, Pensilvânia, Estados Unidos 40° 9' 11.86" N 76° 43' 31.22" O                           | A perda de líquido de arrefecimento e fusão parcial do núcleo. A Kemeny Commission Investigation, chegou à conclusão de que o acidente fora causado por uma combinação de diversos factores: falhas várias do equipamento, erros humanos, procedimentos administrativos inadequados e deficiências do projeto. | 0                                           | 2.400                     | 5             |
| 15 de setembro de 1984  | Athens, Alabama, Estados Unidos 34° 42' 14" N 87° 7' 7" O                                                 | Violações de segurança, erro do operador, e problemas de projeto forçar uma interrupção de seis anos em Browns Ferry Unit 2. | 0                                           | 110                       |               |
| 9 de março de 1985      | Athens, Alabama, Estados Unidos 34° 42' 14" N 87° 7' 7" O                                                 | Mau funcionamento dos sistemas de instrumentação durante a inicialização, o que levou à suspensão das operações em todos os três Unidades de Usina Nuclear de Browns Ferry | 0                                           | 1.830                     |               |
| 11 de abril de 1986     | Plymouth, Massachusetts, Estados Unidos 41° 56' 42" N 70° 34' 42" O                                       | Problemas com o equipamento recorrentes forçar o desligamento de emergência de Boston Edison Usina Nuclear de Pilgrim | 0                                           | 1.001                     |               |
| 26 de abril de 1986     | Pripyat, República Socialista Soviética da Ucrânia, URSS (Atualmente Ucrânia) 51° 23' 23" N 30° 05' 57" E | Super aquecimento, explosão a vapor, fogo e colapso, obrigando à evacuação de 300 mil pessoas de Chernobil e dispersando o material radioativo em toda a Europa. Veja Acidente nuclear de Chernobil | 56 Imediatamente; 4 000 a 985 000 de câncer | 6.700                     | 7             |
| 4 de maio de 1986       | Hamm-Uentrop, Alemanha 51° 40' 45" N 7° 58' 18" E                                                         | Reator experimental THTR-300 libera pequenas quantidades de produtos de fissão (0.1 GBq Co-60, Cs-137, Pa-233) para a área circundante | 0                                           | 267                       |               |
| 31 de março de 1987     | Delta, Pensilvânia, Estados Unidos 39° 45' 30" N 76° 16' 5" O                                             | Unidades inferiores 2 e 3 de Peach desligamento devido a avarias de refrigeração e problemas com o equipamento inexplicáveis | 0                                           | 400                       |               |
| 19 de dezembro de 1987  | Lycoming, Nova Iorque, Estados Unidos 43° 31' 15" N 76° 24' 25" O                                         | Avarias forçam a Companhia de Energia Niagara Mohawk a desligar a unidade 1 de Nine Mile Point | 0                                           | 150                       |               |
| 17 de março de 1989     | Lusby, Maryland, Estados Unidos 38° 25' 55" N 76° 26' 32" O                                               | Inspecções nas Unidades 1 e 2 Calvert Cliff revelam rachaduras nas mangas aquecedor pressurizados, forçando paradas prolongados | 0                                           | 120                       |               |
| Março de 1992           | Sosnovyi Bor, Oblast de Leningrado, Rússia 59° 50' 50" N 29° 02' 37" E                                    | Um acidente na usina nuclear de Sosnovy Bor vazaram gases radioativos e iodo para o ar através de um canal de combustível rompido. |                                             |                           |               |
| 20 de fevereiro de 1996 | Waterford, Connecticut, Estados Unidos 41° 18' 43" N 72° 10' 7" O                                         | Vazamento de forças de válvulas de desligamento das unidades 1 e 2 da Usina Nuclear de Millstone, múltiplas falhas de equipamentos encontrados | 0                                           | 254                       |               |
| 2 de setembro de 1996   | Crystal River, Flórida, Estados Unidos 28° 57' 27" N 82° 41' 54" O                                        | Forças de balanço de planta mau funcionamento do equipamento de desligamento e reparos em Unidade 3 de Crystal River | 0                                           | 384                       |               |
| 30 de setembro de 1999  | Ibaraki, Japão 36° 28' 47.00" N 140° 33' 13.24" E                                                         | Acidente nuclear de Tokaimura matou dois trabalhadores, e expôs mais um para os níveis de radiação acima dos limites permitidos. | 2                                           | 54                        | 4             |
| 16 de fevereiro de 2002 | Oak Harbor, Ohio, Estados Unidos 41° 35' 48" N 83° 5' 11" O                                               | Corrosão severa da haste de controle força 24 meses de interrupção Reator de Davis-Besse | 0                                           | 143                       | 3             |
| 9 de agosto de 2004     | Fukui, Japão 35° 42' 12.51" N 135° 57' 48.88" E                                                           | Explosão de vapor em Usina nunlear de Mihama mata 4 trabalhadores e fere mais 7 | 4                                           | 9                         | 1             |
| 25 de julho de 2006     | Forsmark, Suécia 60° 24' 12" N 18° 10' E                                                                  | Uma falha elétrica em Usina nuclear de Forsmark causou um reator ser desligado | 0                                           | 100                       | 2             |
| 11 de março de 2011     | Fukushima, Japão 37° 25' 17" N 141° 1' 57" E                                                              | Um tsunami inundou e danificou as 5 plantas de reatores ativos afogando dois trabalhadores. A falta de energia elétrica de backup levou ao superaquecimento, colapsos, e evacuações. Um homem morreu de repente enquanto carregava o equipamento durante a limpeza. Veja: Acidente nuclear de Fukushima I |                                             |                           | 7             |
| 12 de setembro de 2011  | Marcoule, França 44° 8' 36" N 4° 42' 34" E                                                                | Uma pessoa foi morta e quatro feridos, um deles gravemente, em uma explosão na Usina Nuclear de Marcoule. A explosão ocorreu em um forno utilizado para derreter resíduos metálicos. | 1                                           |                           |               |

## Acidentes radiológicos
| Data                   | Local do acidente         | Descrição do acidente ou incidente | Morte | Custo | INES Nível |
| ---------------------- | ------------------------- | --- | ----- | ----- | ---------- |
| 13 de setembro de 1987 | Goiânia, Goiás, Brasil    | uma cápsula contendo o sal de Césio-137, abandonada há 2 anos nos escombros do antigo Instituto Goiano de Radiologia, e posteriomente vendida como ferro-velho, chegando a contaminar mais de 200 pessoas entre adultos e crianças. Veja: Acidente radiológico de Goiânia | 4     |       | 5          |
| 5 de fevereiro de 1989 | San Salvador, El Salvador | Degradação das barreiras de proteção do equipamento, operadores sem treinamento e guerra civil, fonte radiante Cobalto-60. | 1     |       | [ 25 ]     |
| 1990                   | Soreq, Israel             | Ausência de Manual na língua do país, fonte radiante Cobalto-60. | 1     |       |            |
| 1991                   | Nesvizh, Bielorrússia     | fonte radiante Cobalto-60. | 1     |       |            |
| 1994                   | Tammiku, Estônia          | Roubo de fonte radioativa, fonte radiante Césio-137. | 1     |       |            |
| 1996                   | San José, Costa Rica      | Hospital San Juan de Dios, contaminação elevada de radioatividade por erro no cálculo das dosagens na teleterapia, 115 pacientes contaminados, fonte radiante Cobalto-60.                                                                                                 |       |       |            |
| 1997                   | Lilo, Geórgia             | Abandono de várias fontes radioativas contaminando 14 soldados, fonte radiante Césio-137, Cobalto-60 e Rádio-226. |       |       |            |
| 1997                   | Sarov, Rússia             | Experimento com urânio enriquecido na Excursão de criticalidade. | 1     |       |            |
| 1998                   | Istambul, Turquia         | Abandono de fonte radioativa encontrada no ferro-velho contaminando 18 pessoas, fonte radiante Cobalto-60. |       |       |            |
| 1999                   | Yanango, Peru             | Roubo de fonte radioativa, fonte radiante Irídio-192. |       |       |            |
| 2000                   | Samut Prakarn, Tailândia  | Abandono de fonte radioativa em ferro-velho, fonte radiante Cobalto-60. | 3     |       |            |
| 26 de abril de 2001    | Cidade do Panamá, Panamá  | Exposição acidental de material radioativo, fonte radiante Cobalto-60. |       |       |            |
| 2001                   | Białystok, Polônia        | Exposição acidental de material radioativo, fonte radiante Cobalto-60. |       |       |            |
| 2002                   | Lia, Geórgia              | Gerador Termonuclear, fonte radiante Estrôncio-90. |       |       |            |
| 2003                   | Cochabamba, Bolívia       | Transporte de fonte radioativa em ônibus, fonte radiante Irídio-192. |       |       |            |
| 2003                   | Gilan, Irã                | Fonte radioativa abandonada, fonte radiante Irídio-192. |       |       |            |
| Dezembro de 2005       | Concepción, Chile         | Fonte radioativa abandonada, fonte radiante Irídio-192. |       |       |            |
| 2009                   | Quito, Equador            | Fonte radioativa abandonada, fonte radiante Irídio-192. |       |       |            |